# Dagebüll
Dagebüll est une commune de l'arrondissement de Frise-du-Nord, Land de Schleswig-Holstein. Elle est rattachée à l'Amt Südtondern.

## Géographie

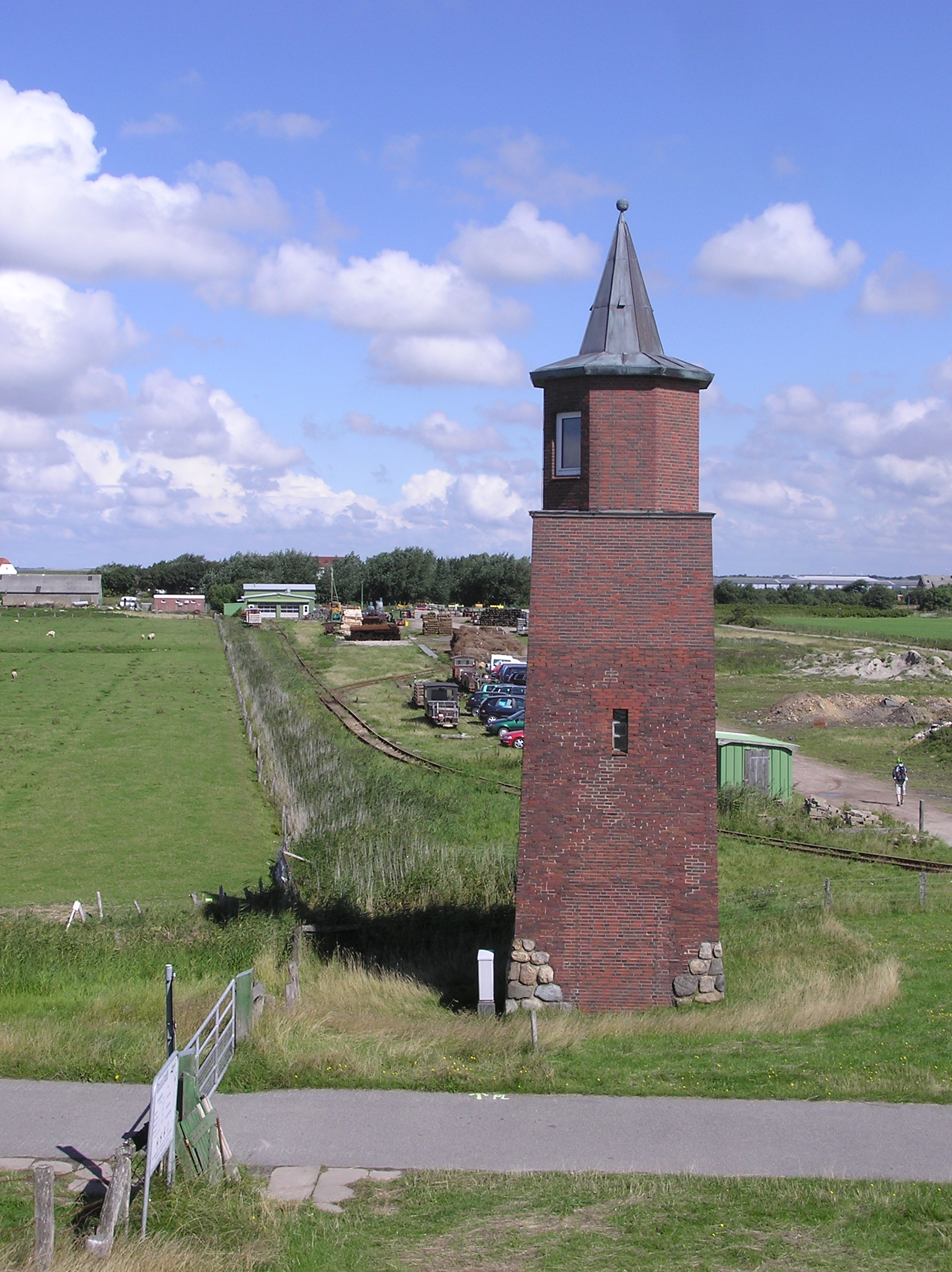
Ancien phare de Dagebüll

Dagebüll est depuis 1978 le regroupement de Dagebüll, Fahretoft, Juliane-Marien-Koog et Waygaard.
Dagebüll se situait auparavant sur une Hallig. Les anciennes habitations étaient sur un terp. Les digues construites en 1704 ont permis de fixer la terre.
Le quartier de Dagebüll Mole, à environ 3 km de l'église, la partie la plus ancienne de la commune, accueille le port et la liaison de ferry, les nombreux visiteurs qui vont vers les îles de Föhr et d'Amrum. Le phare n'est plus en service.
Non loin de l'entrée se trouve la Wasser- und Schifffahrtsamt (de), d'où part la ligne vers Oland et Langeneß.

## Histoire
Le territoire de Dagebüll était autrefois un Hallig du nom de Westermarsch. Durant les 16e et 17e siècles, on tente plusieurs fois de terrasser la baie. Mais ces constructions sont détruites après des tempêtes, notamment celle de 1634.
En 1700, un octroi est attribué aux habitants pour faire une digue solide. La remise en état a lieu en 1702 et 1703. Le polder fait disparaître la hallig en l'incluant dans des terres.

## Économie et infrastructure

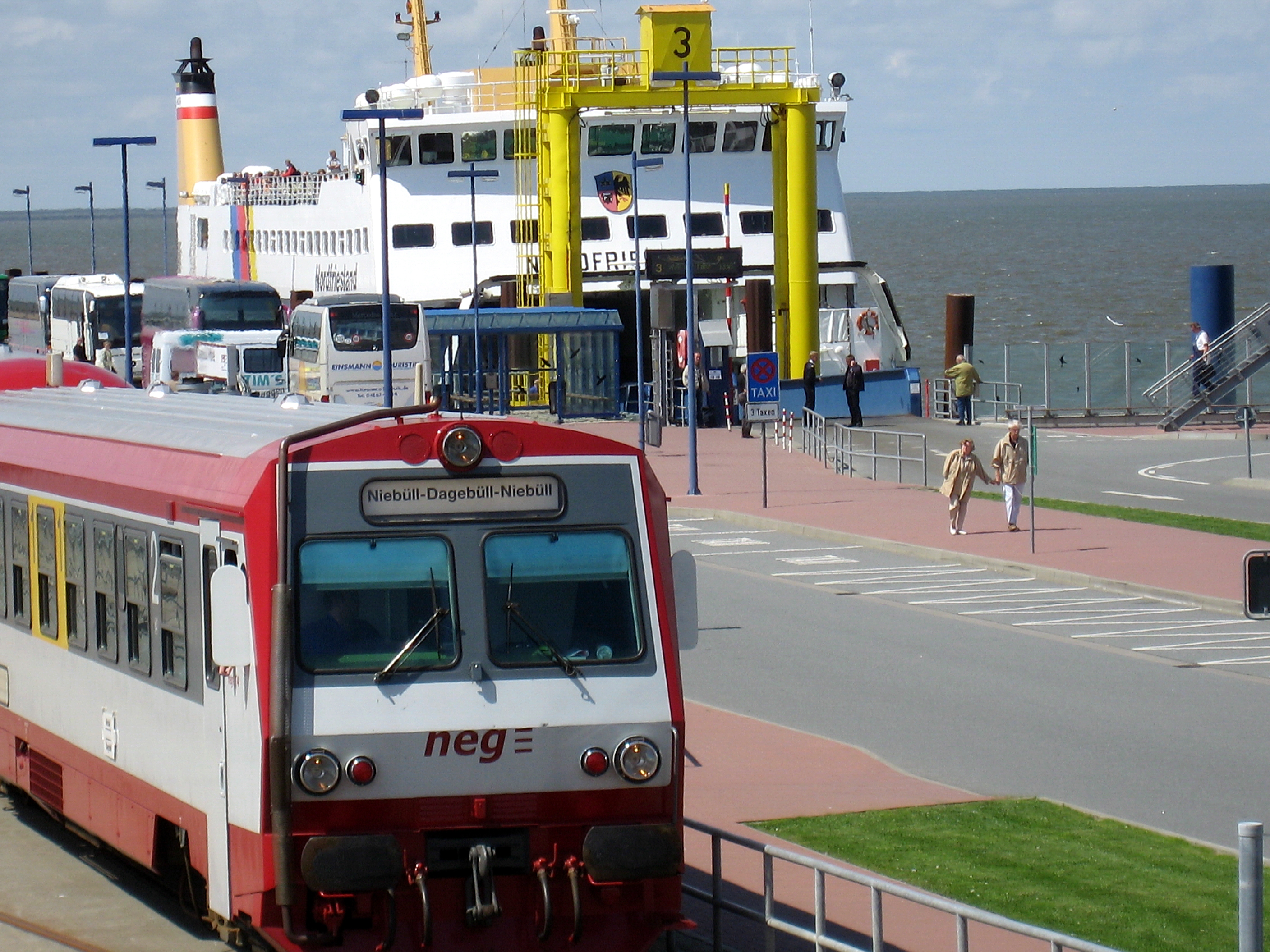
Gare et ferry de Dagebüll

La ligne de ferry offre une liaison régulière vers les îles voisines. La compagnie est la Wyker Dampfschiffs-Reederei Föhr-Amrum (de).
Dagebüll dispose de deux gares ferroviaires, l'une à Dagebüll Mole et une halte à l'église. Il existe une gare au port qui est utilisée lors des grandes marées.
Une ligne vers la vasière de Frise-du-Nord, les îles de Föhr et d'Amrum sert uniquement au transport de matériel.
Par la route, Dagebüll est accessible par Husum, Bredstedt et Ockholm au sud, par Niebüll und Risum-Lindholm à l'est.

## Personnalités liées à la commune
- Hans Momsen (de) (1735-1811), agriculteur, mathématicien et astronome.
- Frederik Paulsen (1909-1997), endocrinologue et entrepreneur, père de Frederik Paulsen (fils).